# Pedro Suárez-Vértiz La Banda
Pedro Suárez-Vértiz La Banda (estilizado PEDRO SUáREZ-VéRTIZ®La Banda) fue una banda peruana de rock'n'pop rock ska/alternativo formada en el año 1994, inicialmente bajo el nombre de Pedro Suárez-Vértiz, por el cantante Pedro Suárez-Vértiz —nacido en el Callao—. Ha pasado por diversos cambios en su alineación y en sus colaboradores para presentaciones en vivo, únicamente Pedro permanece desde su fundación hasta el día que pierde la voz, es ahí donde la banda se separa por unos años, después del renombrado concierto "Cuando pienses en volver" La Banda Original de Pedro Suárez-Vértiz había regresado con dicho nombre, pero ya sin Pedro como cantante.

## Discografía

### Álbumes de estudio
- (No existen) Técnicas para olvidar - (1993)
- Póntelo en la lengua - (1996)
- Degeneración actual - (1999)
- Play - (2004)
- Talk Show - (2006)
- Amazonas - (2009)

Como 'La Banda Original'
- Cuando pienses en volver - (2014)

### Álbumes recopilatorios
- Lo mejor de Pedro Suárez-Vértiz vol. 1 - (2000)
- Lo mejor de Pedro Suárez-Vértiz vol. 2 - (2001)
- Anécdotas - (2003)
- Pedro Suárez-Vértiz - (2007)
- Ponerme a volar - (2011)
- El encuentro - (2014)

### Edición especial
- Amazonas Uncut - (2010)

### Sencillos
Como 'La Banda Original'
- Siempre aquí en mi piel - (2017)
- Jugamos todos - Canción de los Juegos Panamericanos de 2019
- Amor, yo te perdí la fe - Canción creada con inteligencia artificial (2023)